# تناجر لهبي الوجه
تناجر لهبي الوجه (الاسم العلمي: Tangara parzudakii)، هو نوع من الطيور يتبع فصيلة التناجر ضمن رتبة العصفوريات.